# كاسبر ماكسيميليان
كاسبار ماكسيميليان بروسيوس (بالألمانية: Caspar Max Brosius)‏ (من مواليد 12 يونيو 1825 وتُوفي في 17 فبراير 1910) هو طبيب نفسي ألماني وُلد في شتاينفورت، وستفاليا.
درس ماكسيميليان، وهو ابن طبيب الأبرشية بروسيوس، الطب في جامعتي غرايفسفالت وبون، ثم حصل على شهادة الدكتوراه في عام 1848 مع أطروحة بعنوان hebetudine animi (عن غباء الروح). بدأ ماكسيميليان ممارسة الطب في بورغشتاينفورت، وبدأ في عام 1855 كمساعد لفي أدولف ألبرشت (1822-1877) في علاج مرضى الدماغ والجهاز العصبي في بندورف.
أسس ماكسيميليان في عام 1857مستشفى خاص للطب النفسي في منزله في بندورف، حيث خلق بيئة إنسانية لـ «نظام العائلة»، ثم خضع المرفق في العقود التالية لتوسع كبير في الحجم والوظيفة. سعى ماكسيميليان لخدمة المرضى العقليين؛ حيث كان يعتقد أن مرضاه يجب أن «يشعروا بأنهم في المنزل»، واعتبر أنه من الضروري أن يتم تقييمهم ومعالجتهم على أساس فردي.
أصبح ماكسيميلان في عام 1859، مع فريدريك كوستر (1822-1893)، محرر مساهم في مجلة الطب النفسي والمرضى العقليين، ثم أصبح المحرر الوحيد في الفترة من عام 1878. وفي عام 1860 قام بنشر ترجمة جون كونولي «علاج المرضى العقليين دون وجود قيود ميكانيكية».